# The Pot
«The Pot» — пісня американського рок-гурту Tool, промосингл з альбому 10,000 Days 2006 року.

## Про пісню
Пісня «The Pot» стала другим синглом з альбому 10,000 Days після «Vicarious», але на неї не було знято відеокліпу і на радіостанції вона була відправлена як промосингл. Назва композиції відсилає до англійської ідіоми «The pot calling the kettle black» (укр. Горщик називає чайник чорним), що описує людей, які критикують інших за недоліки, притаманні їм самим. Пісня розпочинається з високого вокалу Мейнарда Кінена, який звертається до опонента — «Хто ти такий, щоб махати пальцем, ти мабуть збожеволів?» — та описує лицемірство сучасного світу. Сам співак вважав цю композицію ідеальним початком знайомства з творчістю Tool, бо вона поєднувала елементи ранньої та пізньої творчості гурту, і не була занадто затягнутою.
«The Pot» вперше в історії Tool очолила хіт-парад Billboard Mainstream Rock. Окрім цього, вона була номінована на «Греммі» в категорії «Найкраще хард-рок-виконання».

## Місця в чартах
| Хіт-парад                    | Дата дебюту в чарті | Найвища позиція |
| ---------------------------- | ------------------- | --------------- |
| Mainstream Rock Airplay      | 05.08.2006          | 1               |
| Canada Rock                  | 05.08.2006          | 19              |
| Active Rock                  | 05.08.2006          | 1               |
| Heritage Rock                | 19.08.2006          | 5               |
| Digital Song Sales           | 17.08.2019          | 20              |
| Hot Rock & Alternative Songs | 17.08.2019          | 8               |
| Rock Digital Song Sales      | 17.08.2019          | 7               |
| Hard Rock Digital Song Sales | 17.08.2019          | 7               |
| Hot Rock Songs               | 17.08.2019          | 8               |
| Canadian Digital Song Sales  | 17.08.2019          | 27              |